# Hisar
Hisar est une ville indienne située dans le district de Hisar dans l'État de l'Haryana. En 2011, sa population était de 301 249 habitants.